# Osmose (film, 2003)
 (octobre 2012).
Si vous disposez d'ouvrages ou d'articles de référence ou si vous connaissez des sites web de qualité traitant du thème abordé ici, merci de compléter l'article en donnant les références utiles à sa vérifiabilité et en les liant à la section « Notes et références ».
Pour les articles homonymes, voir Osmose (homonymie).
Pour plus de détails, voir Fiche technique et Distribution.
Osmose est un film français réalisé par Raphaël Fejtö, sorti en 2003. Il s'agit du premier long métrage de Fejtö.

## Synopsis
Abel (Clément Sibony) croule sous les numéros de téléphone de ses conquêtes, Rémi (Romain Duris) se pose des questions métaphysiques sur son look, Lucie (Mathilde Bertrandy) est fan de cinéma d'auteurs obscurs tandis que son Fab (Rachid Djaïdani), lui, c'est la boxe qu'il aime. Entre fêtes, lavomatique, et petit café au soleil Osmose est la chronique de leur amitié et de leur complicité.

## Fiche technique
- Titre original : Osmose
- Réalisation : Raphaël Fejtö
- Scénario : Raphaël Fejtö
- Musique : Tal Haddad
- Photographie : Mathias Raaflaub
- Montage : Mathilde Bertrandy
- Pays d'origine :  France
- Société de production : 4 à 4 Productions
- Langue originale : français
- Genre : Comédie dramatique
- Durée : 75 minutes
- Date de sortie : 2003

## Distribution
- Romain Duris : Rémi
- Clément Sibony : Abel
- Mathilde Bertrandy : Lucie
- Rachid Djaïdani : Fab
- Stéphanie Braunschweig : Louise
- Karole Rocher : la vendeuse de vêtements
- Farid Chenaine : le père
- Isaac Sharry : le jaloux violent
- Agathe Teyssier : la Bretonne
- Ouassini Embarek : le vendeur de chaussures
- Maimouna Diouf-Frémont : Lise
- Philippe Gaudry : le garagiste
- Eva Mazauric et Maïwenn : les amies à la fête

## Autour du film
Osmose sont les « Confessions d'un glandeur ». Raphaël Fejtö confie que les idées de son film sont nourries de ses observations de la vie quotidienne : « Mon inspiration provient de ces moments de glande au café, je regarde, j'écoute, mon carnet à la maison, je note des bouts de conversations entendues autour de moi, des gens qui passent ou de potes qui s'assoient avec moi. La glande, c'est ma matière première »[réf. nécessaire].
Romain Duris, ami de Fejtö, déjà présent dans le moyen métrage 56 fois par semaine, tient l'un des rôles principaux. Fejtö et Duris collaboreront à nouveau sur L'Âge d'homme... maintenant ou jamais !, le second long métrage de Fejtö (2007).
Ce film très original dans sa structure de narration rencontre un vif écho auprès de la jeune génération.[réf. nécessaire]